# Alapáyevsk
Alapáyevsk (en ruso: Алапаевск) es una ciudad de Rusia, en el óblast de Sverdlovsk. Centro minero y fabril de importancia, también goza de notoriedad porque en ella pasó su infancia el compositor Piotr Ilich Chaikovski. Durante la revolución rusa y la Guerra Civil fue uno de los más importantes centro del comunismo en los Urales y en ella estuvieron prisioneros la Gran Duquesa Isabel Fiódorovna, el Príncipe Vladímir Paléi y otros miembros de la familia Románov, que fueron ejecutados en una mina de las vecindades en la madrugada el 18 de julio de 1918.
En Alapáyevsk se encuentran varios museos importantes, entre ellos uno de arte popular tradicional, ubicado en la antigua catedral de la Transfiguración, y otro en la casa donde vivió la familia Chaikovski, dedicado a la memoria del compositor, así como el mayor orfanato de la región de los Urales. También se conserva el edificio de la escuela Napólnaya, donde estuvieron cautivos los Románov.